# Ophiothela gracilis
Ophiothela gracilis är en ormstjärneart som beskrevs av Nielsen 1932. Ophiothela gracilis ingår i släktet Ophiothela och familjen Ophiothrichidae. Inga underarter finns listade i Catalogue of Life.